# Савенков, Александр Николаевич
Алекса́ндр Никола́евич Савенко́в (род. 29 марта 1961, Ливны, Орловская область, РСФСР, СССР) — российский государственный деятель и учёный-правовед, доктор юридических наук, профессор, академик РАН (2025, член-корреспондент с 2016), генерал-полковник юстиции в отставке. Директор Института государства и права РАН (с 2017). Индекс Хирша — 29 .
Академические должности: член президиума РАН (2022), член бюро Отделения общественных наук (2017), член Секции философии, политологии, социологии, психологии и права (2016), член бюро научного совета РАН «Научные проблемы обеспечения суверенитета страны в области вычислительных и информационных технологий» (2024) и Межведомственного координационного совета РАН по пространственному развитию (2025), член научного совета РАН«Информационная безопасность» (2024), член Экспертной комиссии РАН по присуждению золотой медали имени Ф.Ф. Мартенса (2025).
Член ВАК РФ (с 2019).
Главный редактор журнала «Государство и право» (с апреля 2023), председатель редакционных советов журналов «Труды Института государства и права РАН» (2022) и «Правовая политика и правовая жизнь» (2020).

## Биография
Родился 29 марта 1961 года в Ливнах Орловской области. Отец — почётный гражданин города Ливны и Ливенского района Николай Петрович Савенков (род. 1933). После окончания средней школы № 3 с 1978 года по 1979 год работал слесарем-инструментальщиком ПО «Ливгидромаш» (Ливны), далее учился в Ливенском техническом училище № 8.
В 1980 году был призван в армию. Находясь на службе, поступил и в 1985 году окончил военно-юридический факультет Военного института Минобороны, после чего продолжил службу в Забайкальском военном округе в Иркутске, Чите и Читинской области, сначала как следователь, а потом в качестве военного прокурора гарнизона.
С конца 1994 года работал в Главной военной прокуратуре. В 1997 году защитил диссертацию на соискание ученой степени кандидата юридических наук [уточнить]. С 1997 по 2002 год занимал следующие должности: первый заместитель военного прокурора Приволжского военного округа, военный прокурор Сибирского военного округа, военный прокурор Московского военного округа.
С января по июль 2002 года был первым заместителем Главного военного прокурора. 10 июня 2002 года при 145 голосах «за» и одном «против», был назначен Советом Федерации на должность заместителя Генерального прокурора РФ - Главного военного прокурора. В своей предвыборной речи особо подчеркнул острую необходимость использовать прокурорский надзор для отпора «серьёзной угрозе экономической составляющей жизнедеятельности войск».
В том же 2002 году защитил диссертацию на соискание ученой степени доктора юридических наук «Актуальные проблемы конституционной законности в Вооружённых Силах Российской Федерации и роль прокуратуры в их решении» (научный консультант В. Н. Лопатин).
В качестве Главного военного прокурора принимал участие в резонансных делах Александра Сыпачева, Георгия Олейника, Юрия Буданова, Эдуарда Ульмана. 
С мая 2005 года появились довольно жёсткие высказывания А. Н. Савенкова о состоянии преступности в армии. Однако расследование известных дел, например — рядового Сычёва, к обобщённым организационным выводам не привело. 
В начале 2006 года А. Н. Савенков, в целях борьбы с неуставными отношениями и преступностью в Вооружённых Силах, предложил восстановить институт полковых священников. Эта идея была поддержана его начальником и тогдашним Генеральным прокурором России Владимиром Устиновым.
В июле 2006 года, одновременно с переходом В. Устинова на работу в Министерство юстиции, был освобождён со своего поста. 30 декабря 2006 года Президентом России В. В. Путин подписал указ о назначении А.Н. Савенкова первым заместителем Министра юстиции РФ.
В декабре 2008 года указом Президента РФ был освобожден от должности первого заместителя Министра юстиции РФ.
В марте 2009 года Законодательное собрание Владимирской области избрало А.Н. Савенкова своим представителем в Совете Федерации Федерального Собрания РФ. С марта 2009 по сентябрь 2013 года он занимал должность заместителя председателя Комитета по конституционному законодательству, правовым и судебным вопросам, развитию гражданского общества.
12 мая 2014 года указом Президента РФ А.Н. Савенков был назначен заместителем Министра внутренних дел Российской Федерации — начальником Следственного департамента Министерства внутренних дел Российской Федерации. 28 ноября 2016 года освобождён от должности по собственному желанию.
Член-корреспондент РАН с 28 октября 2016 года, академик РАН с 30 мая 2025 года по Отделению общественных наук. 
В июне 2017 года приказом Федерального агентства научных организаций назначен Директором Института государства и права Российской академии наук.
Является автором свыше 220 научных работ, из них более 50 монографий и  22 учебных изданий, в том числе фундаментальных авторских монографий: «Нюрнберг: Приговор во имя Мира» («Nuremberg: Judgement for the Good of Peace») , «Государство и право в период кризиса современной цивилизации», «Государство и право. Права человека и международный порядок, основанный на верховенстве права» (в 3 т.), «Философия права и становление российского государства-цивилизации» («Philosophy of Law and Development of Russian State-Civilization») и ряда других.
Впервые в истории отечественной правовой науки под руководством и при непосредственном участии А.Н. Савенкова как автора и ответственного редактора подготовлен фундаментальный научный издательский проект «Российская академия наук: выдающиеся правоведы. XX век» в 20 томах, посвященных научному наследию выдающихся ученых - академиков  и членов-корреспондентов АН СССР и РАН в области права (2024-2025).
Научные интересы: вопросы теоретико-исторических и прикладных юридических наук; теории и философии права, социологии и психологии права; международного, уголовного права, в том числе международного уголовного права, уголовного процесса, уголовного судопроизводства и правоприменения; криминалистики; информационного права, международной информационной безопасности и противодействия киберпреступности; военного права прокурорского надзора и организации деятельности правоохранительных органов.

### Семья
Женат, супруга Лилия Витальевна (урожд. Величко, род. 1965), кандидат политических наук; сыновья Дмитрий (род. 1986) и Артём (род. 1994), юристы.
Брат — Савенков Сергей Николаевич (род. 1969), заместитель управляющего директора по общим вопросам ОАО «Ливнынасос».  

## Награды и почётные звания
- Орден Почёта (2001)
- Орден «За заслуги перед Отечеством» IV степени (2004)
- Орден «За заслуги перед Отечеством» III степени (2008)
- Орден Александра Невского (2016)
- Орден Дружбы (2021) — за заслуги в научной деятельности и многолетнюю добросовестную работу
- Орден «За заслуги перед Отечеством» II степени (2024) – за большие заслуги в научно-исследовательской деятельности и многолетнюю добросовестную работу
- Почётная грамота Президента Российской Федерации (2024) — за заслуги в развитии отечественной науки, многолетнюю плодотворную деятельность и в связи с 300-летием со дня основания Российской академии наук.
- Медаль Жукова
- Медаль «300 лет Российскому флоту»
- Медаль «В память 850-летия Москвы»
- Медаль «70 лет Вооружённых Сил СССР»
- Юбилейная медаль «300 лет Российской академии наук» (2024)
- Орден Святителя Николая Чудотворца I степени (2005)
- Премия «Юрист года» — за вклад в юридическую науку (2020)
- Премия «Фемида» — за заслуги перед обществом и государством (2024).
- Премия имени М.М. Сперанского — за заслуги в развитии законодательства Российской Федерации (2024).

- Более 50 ведомственных наград Российской Федерации и иностранных государств
- Отмечен почётными грамотами председателя Правительства РФ, председателя Совета Федерации Федерального Собрания РФ